# SN 1976E
SN 1976E – supernowa odkryta 23 września 1976 roku w galaktyce NGC 7177. W momencie odkrycia miała maksymalną jasność 16,50m.